# William W. Brandon
William Woodward Brandon (5 de Junho de 1868 - 7 de Dezembro de 1934) foi um político americano filiado ao Partido Democrata que foi o 37° Governador do Alabama.

## Biografia
Nascido no dia 5 de Junho de 1868, em Talladega, Alabama, filho de um ministro, o Reverendo Frank T. J. Brandon, e sua esposa Carrie (Woodward) Brandon, Brandon cresceu em Tuscaloosa, Alabama. Frequentou o Instituto Cedar Bluff e a Tuscaloosa High School e estudou direito na Universidade do Alabama entre 1891 e 1892. Enquanto ainda era estudante de direito, o empolgante Brandon foi eleito Secretário da Cidade de Tuscaloosa. Construiu uma advocacia em Tuscaloosa em 1892 e foi nomeado juiz de paz no mesmo ano.
Enquanto era membro da Warrior National Guard de 1886, Brandon acabou liderando a unidade como major do Exército dos EUA na Guerra Hispano-Americana. Nomeado General Adjunto da Guarda Nacional do Alabama em 1899 pelo Governador William J. Samford, mais tarde foi renomeado pelo Governador William D. Jelks.
Brandon foi membro da Câmara dos Representantes do Alabama de 1896 até 1901. Em 1906, foi eleito para o cargo de Auditor do Estado. De 1911 até 1923, exerceu como Juiz de Paz do Condado de Tuscaloosa.
O Juiz Brandon foi candidato a governador duas vezes, perdendo em 1918 para Thomas Kilby, mas derrotou Bibb Graves (que mais tarde o sucedeu) em 1922 com um programa que pedia economia no governo e nenhum novo imposto. Como governador, manteve sua promessa de campanha de não cobrar novos impostos, mas foi fundamental para rescindir a isenção de impostos da Alabama Power Company. Ao deixar o cargo, deixou o tesouro do estado com superávit.
Brandon foi um governador muito menos ativista do que o enérgico Kilby (fez pouco pela educação), mas continuou o ambicioso programa de construção de estradas e melhoria das instalações portuárias de Mobile, financiando o mesmo com uma emissão de títulos de 10 milhões de dólares. Também fortaleceu as leis sobre trabalho infantil e criou a Comissão Florestal do Alabama. Brandon deixou o estado por 21 dias em 1924; sob a constituição estadual de 1901, se um governador estiver fora do estado por mais de 20 dias, o vice-governador se tornará governador interino. Assim, Charles S. McDowell tornou-se Governador do Alabama no dia 10 e 11 de Julho de 1924.
Conhecido como "Plain Bill", Brandon liderou a delegação do Alabama na Convenção Nacional Democrata de 1924, a primeira convenção desse tipo a ser transmitida por rádio. A convenção foi marcada por um impasse entre os apoiadores do governador Católico Irlandês de Nova York Al Smith e o ex-Secretário do Tesouro William Gibbs McAdoo (genro do ex-Presidente Woodrow Wilson) cuja candidatura foi apoiada pela anti-católica Ku Klux Klan. Nenhum dos candidatos conseguiu os dois terços necessários dos delegados, já que as delegações críticas, incluindo as do Alabama, se apegaram aos candidatos ao "filho favorito". No caso do Alabama, o filho favorito era o Senador Oscar Underwood.
A Convenção se tornou a convenção de maior duração contínua da história, com 103 votos a serem votados antes de um candidato de consenso, John W. Davis, ser nomeado. O Alabama, sendo o primeiro estado em ordem alfabética, liderou todas as votações, e Brandon, relatando a votação unânime do estado após a votação, tornou-se o símbolo do impasse da Convenção. Por um tempo, seu crescente sotaque sulista, ouvido no rádio repetidamente declarando "O Alabama dá 24 votos a Oscar W. Underwood", tornou-se uma das vozes mais reconhecidas no país.
Depois de deixar o governo em 1927, Brandon foi nomeado para seu antigo cargo de Juiz de Paz do Condado de Tuscaloosa por seu ex-oponente político Governador Graves. Brandon casou-se com Elizabeth Andrews Nabors, uma viúva com duas filhas, no dia 27 de Junho de 1900. Morreu em Tuscaloosa, aos 66 anos, no dia 7 de Dezembro de 1934, e está enterrado no Tuscaloosa Memorial Park.